# Port Harcourt
Port Harcourt je hlavním městem státu Rivers a také druhým největším přístavem Nigérie. Ve městě žije přibližně 3,33 milionu obyvatel. Bývá někdy přezdívání zahradní město(anglicky Garden city).

## Název
Přístavní město bylo oficiálně pojmenováno v srpnu 1913, kdy guvernér kolonie Nigérie, Frederick Lugard jej pojmenoval podle Levise Harcourta, britského šlechtice a tehdejšího státního tajemníka pro kolonie. V jazyce calabar se nazývá „Hakoti Kiri“ nebo „Parakot“.

## Přírodní poměry a poloha
Město leží ve východní části delty řeky Niger, severně od ostrovů Yellow Island a Deadman Island. Obklopují jej močály a několik ramen řeky Nigeru, které jsou využívány k plavbě.
Také se v jeho blízkosti nacházejí ropná zařízení na Bonny Islandu.

## Klimatické podmínky
Počasí má charakteristiky typické pro tropickou oblast. Je ovlivňováno monzunovým cyklem. Jsou zde krátká období sucha a období vytrvalých dešťů. Sucho je především v časech od prosince do února, jinak častěji prší. Nejdeštivějším měsícem je září (spadne v průměru 367 mm srážek). Naopak nejsušším měsícem je prosinec. Průměrná roční teplota zde dosahuje 26,55 °C a je o něco nižší než ve zbytku země, což je ovlivněno nejen deštěm, ale také blízkostí mořského pobřeží. Deštivých dní je zde průměrně 305.

## Obyvatelstvo
Z národnostního hlediska jsou zde zastoupena různá etnika, např. Ikwerre, Ijaw, Obulom a Ogoni. Obyvatelstvo je většinou křesťanské nebo vyznává domácí náboženství.

## Historie
Důvodem pro založení přístavu v této lokalitě na počátku 20. století byla potřeba exportu uhlí, které bylo objeveno v nedalekém Enugu v roce 1909. Původní obyvatelstvo kmene Diobu bylo z lokality odsunuto a v roce 1912 byla zorganizována výstavba města. Některé okolní vesnice byly později zahrnuty do rostoucího sídla. Staré přístavní město Calabar se tehdy ukázalo být pro tento účel vhodnější a je blíže k Enugu, ale od ložiska uhlí jej oddělovala široká řeka Cross River. Naopak lokalita nového města byla na souvislém pásu země s přístupem k moři. Nebylo tak potřeba velkou řeku nákladně překonávat za pomocí mostu. 

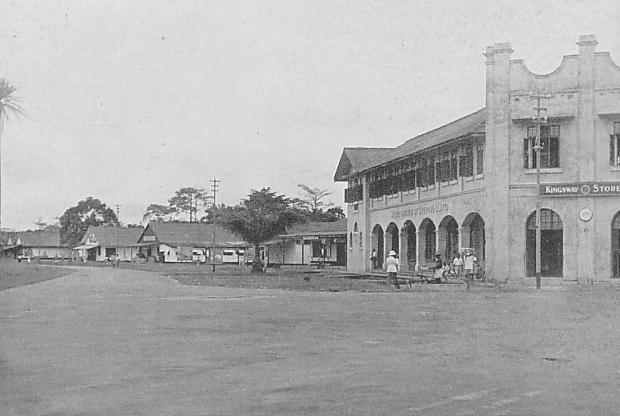
Město v 30. letech 20. století.

Za první světové války bylo město využíváno také pro vojenské operace proti nedalekému Kamerunu, který byl německou kolonií a tedy spadal pod Centrální mocnosti. Roku 1925 tu byla otevřena první nemocnice, a to Braithwaite Memorial Hospital. Roku 1934 byl přes řeku Benue zbudován železníční most, díky čemuž odpadla potřeba provozovat trajekt. Kromě uhlí se přes místí přístav vyvážely také ale arašídy a palmový olej. Ve 20. letech 20. století začaly v Port Harcourtu vycházet rovněž i první místní noviny. Vydavatelem byl Herbert Macauley.
Po objevení ropy v Oloibiri v roce 1956 sloužil místní přístav i k exportu této suroviny do zahraničí. Přístav byl nadále modernizován a rozšiřován; nové obchodní a ekonomické příležitosti umožnily rozvoj města. V roce 1965 zde byla ustanovena společnost Port Harcourt Refining Company. Po odtržení Biafry v roce 1967 obsadila město nigerijská armáda dne 19. května 1968. V roce 1975 byla založena univerzita a také otevřena zoologická zahrada.
Od 90. let 20. století je město dějištěm četných střetů o kontrolu nad nigerijským ropným průmyslem. V roce 1995 tam vojenská vláda nechala popravit spisovatele a politického aktivistu Kena Saro-Wiwu.
V souvislosti s dramatickým nárůstem počtu obyvatel, který provází všechna velká města západní Afriky, padlo rozhodnutí o zřízení administrativního celku Greater Port Harcourt, který by měl propojit dnešní město s několika okolními vesnicemi, zajistit stabilní zásobování elektrickou energií, zvýšit infrastrukturu a ve výsledku pojmout až dva miliony obyvatel. Hranici jednoho milionu překonal Port Harcourt na přelomu 20. a 21. století. V přístavu má vzniknout rovněž významný developerský projekt. Zbourány mají být slumy a další neformálně vzniklé osady na břehu moře.
Problematická situace z hlediska přelidnění, ale také znečištění životního ovzduší a bezpečnosti vedla k poklesu kvality života a ekonomického rozvoje města. Míra zločinnosti dosáhla svého vrcholu v roce 2006, nicméně i přes různá opatření k jejímu snížení zůstává v 21. století i nadále vysoká.
V roce 2023 nechalo nigerijské námořnictvo zničit nelegální rafinérii, která ve městě stála a působila značné škody na životním prostředí.

## Ekonomika
Jak již bylo uvedeno, je dominantně zastoupen hlavně ropný průmysl. Nachází se zde dvě rafinérie ropy (v místní části Eleme). Zpracovávají denně 210 tisíc barelů ropy. 
Stála zde dlouhou dobu továrna společnosti Michelin. Mimo to je zastoupeno také rybářství.

## Doprava

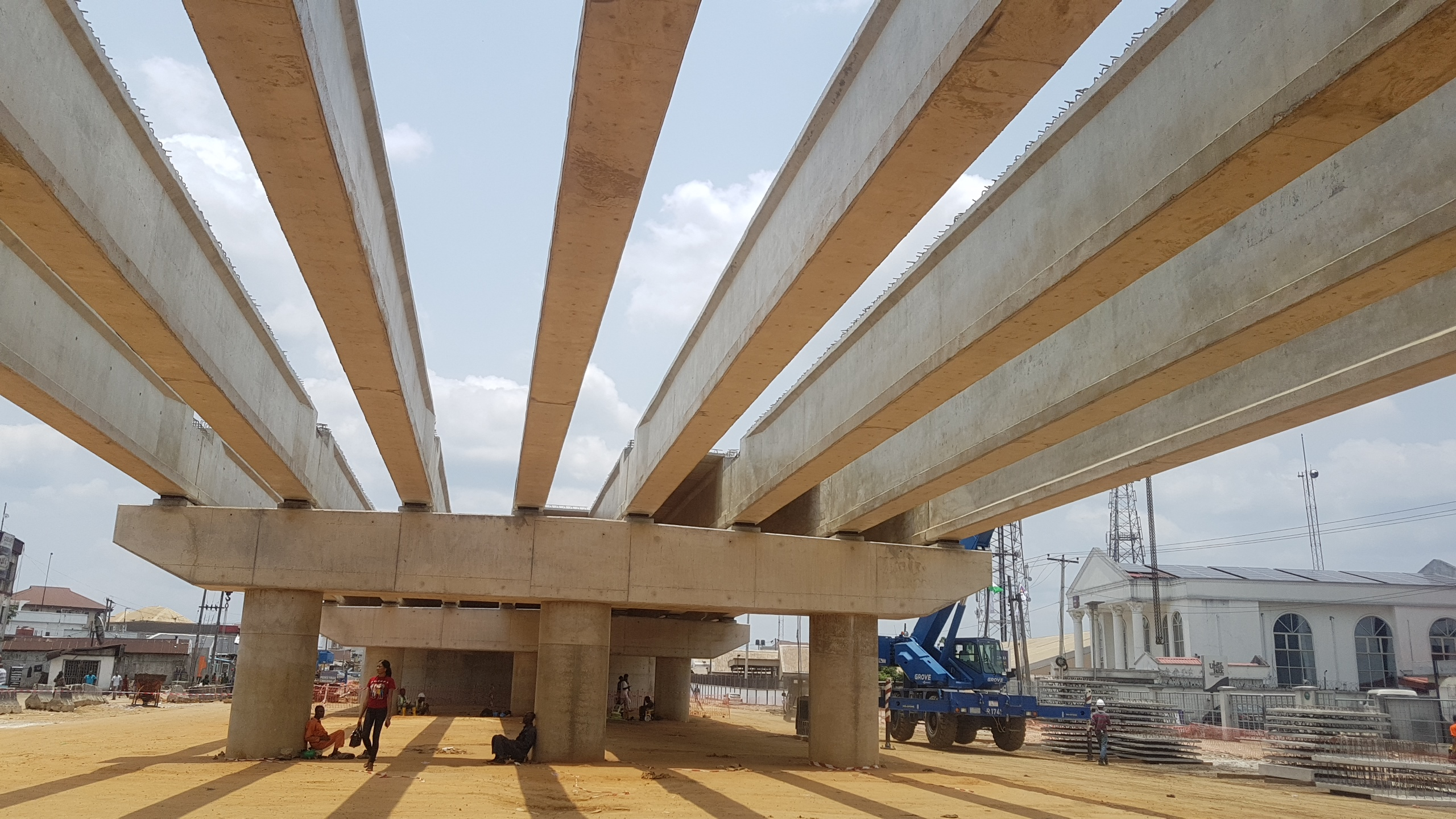
Výstavba silničního nadjezdu.

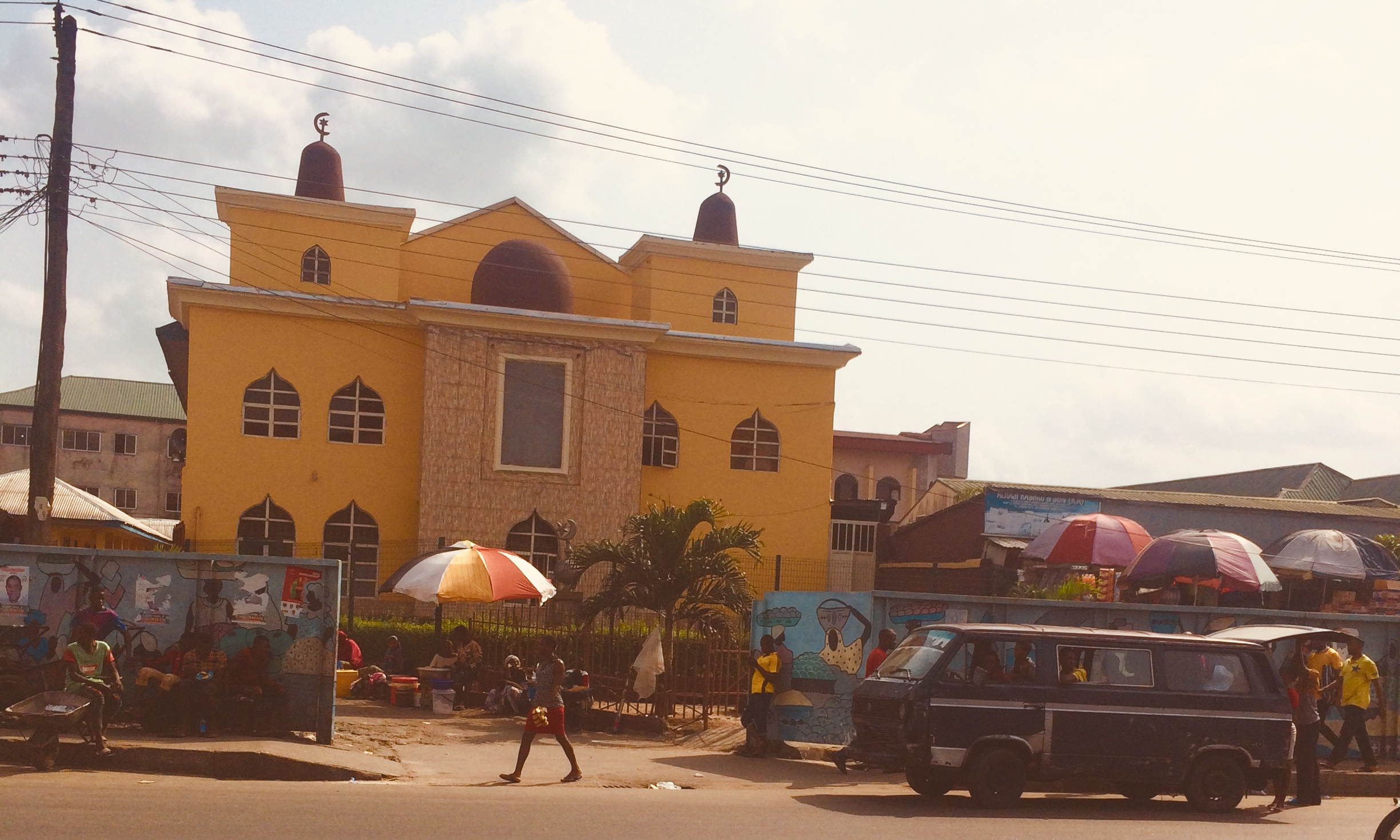
Mešita v Port Harcourtu.

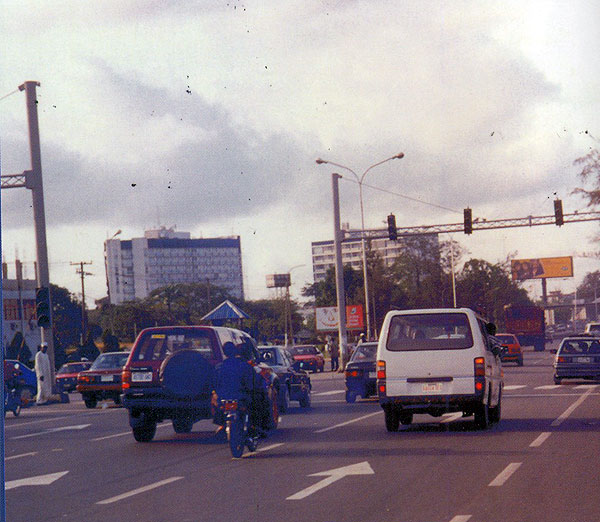
Provoz na rušné ulici.

Do města vede nigerijská dálnice A3 a železniční trať, která vede do města Maiduguri. Výhledově má vzniknout i dálniční okruh.
Je zde významný nákladní přístav, jeden z největších v zemi. Jedná se o hluboký přístav, kotvit zde mohou velké nákladní lodě. Vyvážejí především palmový olej, palmová jádra/palmojádrový olej a dřevo, dále potom cín a především zmíněnou ropu. V 70. letech 20. století byl rozšířen o novou část umístěnou v lokalitě Onne.
Městskou dopravu měla zajišťovat visutá dráha (monorail) o třech stanicích, nicméně nedokončená (budovaná v roce 2009) v blízkosti železniční trati.
Nedaleko se nachází rovněž Mezinárodní letiště Port Harcourt. Roku 2009 bylo třetím nejrušnějším co do obratu cestujících v Nigérii. Leží 11 km severně od středu města a má i spojení do Evropy.

## Životní prostředí a znečištění

### Parky a veřejná zeleň
V centru Port Harcourtu se nachází několik parků, např. Park míru. Je zde také řada golfových hřišť.

### Znečištění ovzduší
Časté je znečištění jemným prachem (PM 2,5), a to po většinu roku. Situace je problematická dlouhodobě a v únoru 2017 vyústila v protesty veřejnosti a snížila ekonomickou aktivitu země, neboť lidé tráví více času doma a méně venku, což ohrožuje především konání trhů. Zdrojem znečištění jsou nejspíše nelegální rafinerie ropy, pálení pneumatik, hoření plynu, provoz petrochemických závodů a dalších.

### Znečištění z průmyslu
Existence již zmíněných nelegálních závodů na zpracování ropy má závažné dopady na životní prostředí, především na kvalitu vody, neboť tyto rafinerie vypouštějí různé druhy škodlivých meziproduktů. Nelegálně se zde ropa i těží; kvůli kuželovitému tvaru bývají tyto vrty často označovány jako tzv. „vánoční stromečky“. Spalování zemního plynu generuje ohromné množství oxidu uhličitého.

## Školství
Univerzita v Port Harcourtu byla založena v roce 1975. Mimo to se zde nachází i některé další vysoké školy, které neprovozuje nigerijská vláda, ale stát Rivers. Jedná se např. o Rivers State University, dále o několik polytechnických univerzit. Sídlí ze také Katolický institut Západní Afriky (anglicky Catholic Institute of West Africa). 

## Sport
Samotné město má tři stadiony. Stadion Sharks Stadium, dále Yakubu Gowon Stadium v lokalitě Elekhaia a Adokie Amiesimaka Stadium v oblasti Omagwa. Ve městě sídlí rovněž i oblíbený sportovní klub Rivers United F.C. V roce 2019 byl iniciován plán ve městě zřídit fotbalovou akademii.

## Bezpečnost
Ve městě je vysoká míra kriminality i na poměry samotné Nigérie. Dochází také k únosům.

## Známé osobnosti
- Obiora Charles Ikelie Ofoedu (* 1960), spisovatel
- Finidi George (* 1971), fotbalista
- Mercy Akide-Udoh (* 1975), fotbalistka
- George Datoru (* 1977), fotbalista
- Echendu Adiele (1978-2011), nigerijsko-německý fotbalista
- A. Igoni Barrett (* 1979), spisovatel
- Manasseh Ishiaku (* 1983), fotbalista
- Chidi Odiah (* 1983), fotbalista
- Yvonne Orji (* 1983), herečka
- Samuel Francis (* 1987), katarský sprinter
- Burna Boy (* 1991), zpěvák
- Omah Lay (* 1997), zpěvák a hudební producent
- Valentine Ozornwafor (* 1999), fotbalista
- David Ojabo (* 2000), hráč amerického fotbalu
- Nzubechi Grace Nwokocha (narozen 2001), sprinter
- Favor Ofili (* 2002), sprinter